# 13045 Vermandere
13045 Vermandere este un asteroid din centura principală de asteroizi.

## Descriere
13045 Vermandere este un asteroid din centura principală de asteroizi. A fost descoperit pe 16 august 1990 la Observatorul La Silla de Eric Walter Elst. Asteroidul prezintă o orbită caracterizată de o semiaxă mare de 2,56 ua, o excentricitate de 0,09 și o înclinație de 0,7° în raport cu ecliptica.